# پارک قطبی (پارک حیات‌وحش)
پارک قطبی یک پارک حیوانات در شهرداری باردو در استان ترومس نروژ است. این پارک در تاریخ 18 ژوئن 1994 افتتاح شد و حیوانات را در محیطی با حدود با تنها 12 محوطه در ۱۱۰ هکتار (۲۷۰ جریب فرنگی) زیستگاه‌های طبیعی خود نمایش می‌دهد. پارک ادعا می‌کند که یکی از بزرگ‌ترین نسبت مساحت به تعداد حیوانات در جهان را دارد. همچنین اشاره می‌کند که این پارک "شمالی‌ترین پارک حیوانات در جهان" است.
این پارک در زمینه نمایش حیوانات نوردیک تخصص دارد، از جمله چهار شکارچی بزرگ نروژ: خرس قهوه‌ای, گربه‌سان یوراسیا, گرگ, و ویولفرین. همچنین در پارک حیواناتی چون گوزن شمالی, گاو موشک, آهو و رایندیر وجود دارد. در اکتبر 2015، شکارچیان به‌طور تصادفی وارد منطقه پارک شدند و دو آهو را شکار کردند. تا جولای 2024، تعداد هر گونه ساکن در پارک در وب‌سایت پارک به‌صورت زیر فهرست شده است:
| گونه          | جمعیت |
| ------------- | ----- |
| خرس قهوه‌ای    | 9     |
| وشق اوراسیایی | 4     |
| الک           | 3     |
| ماسکوکس       | 3     |
| گوزن قرمز     | 4     |
| ریندیر        | 13    |
| گرگ           | 7     |
| ولوورین       | 1     |

## نگارخانه
عکس‌هایی از پارک:

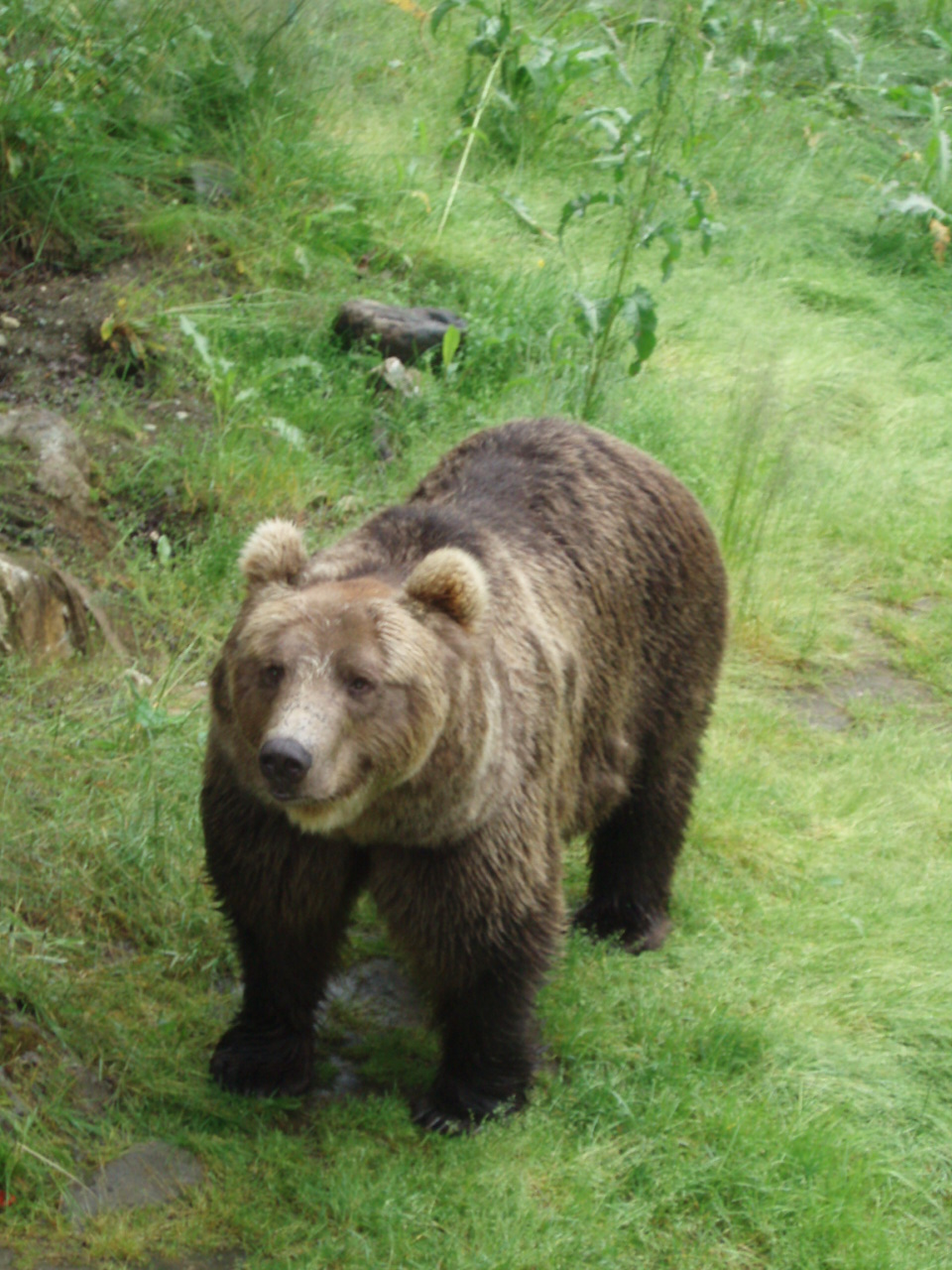
خرس قهوه‌ای
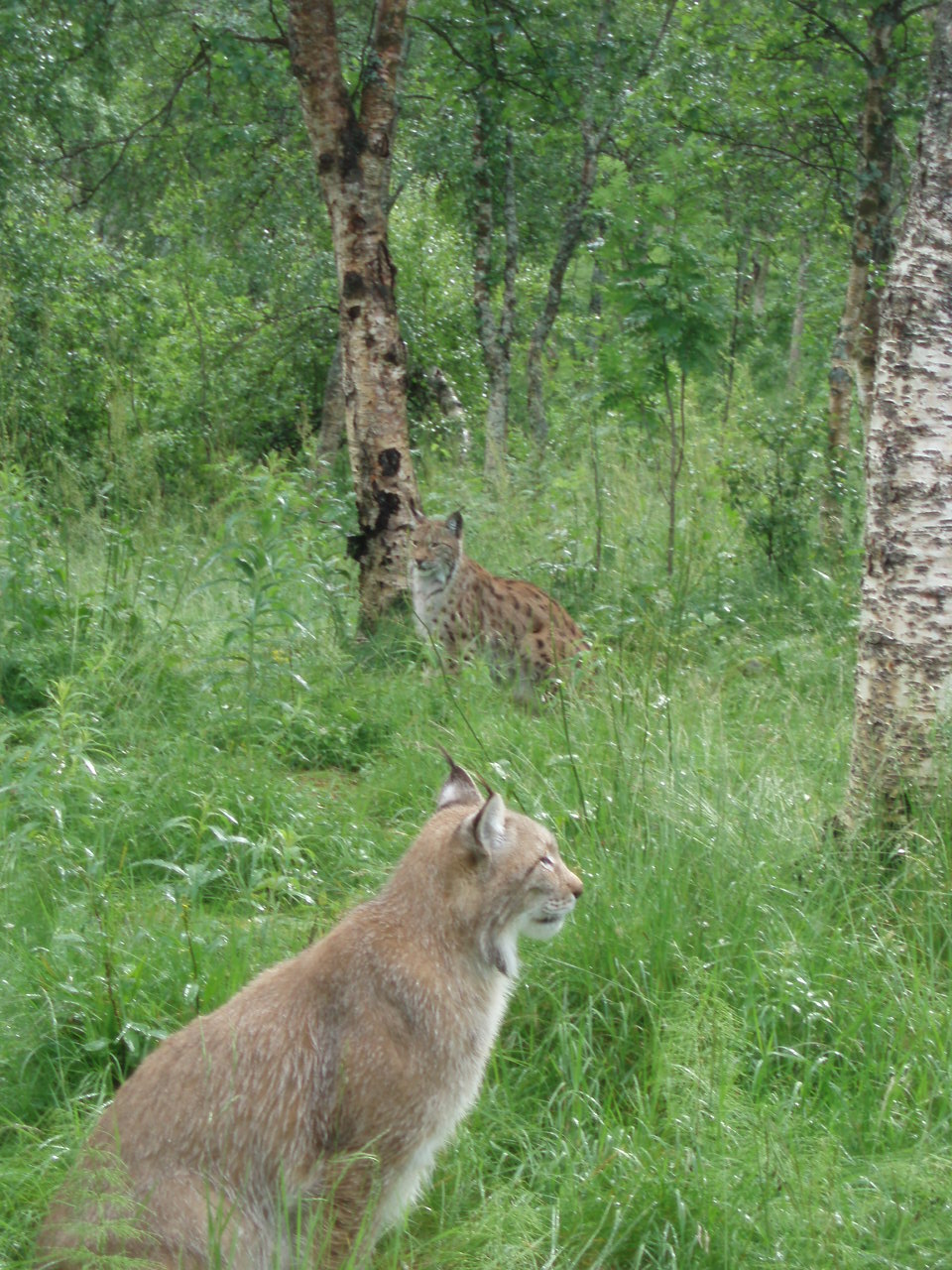
وشق
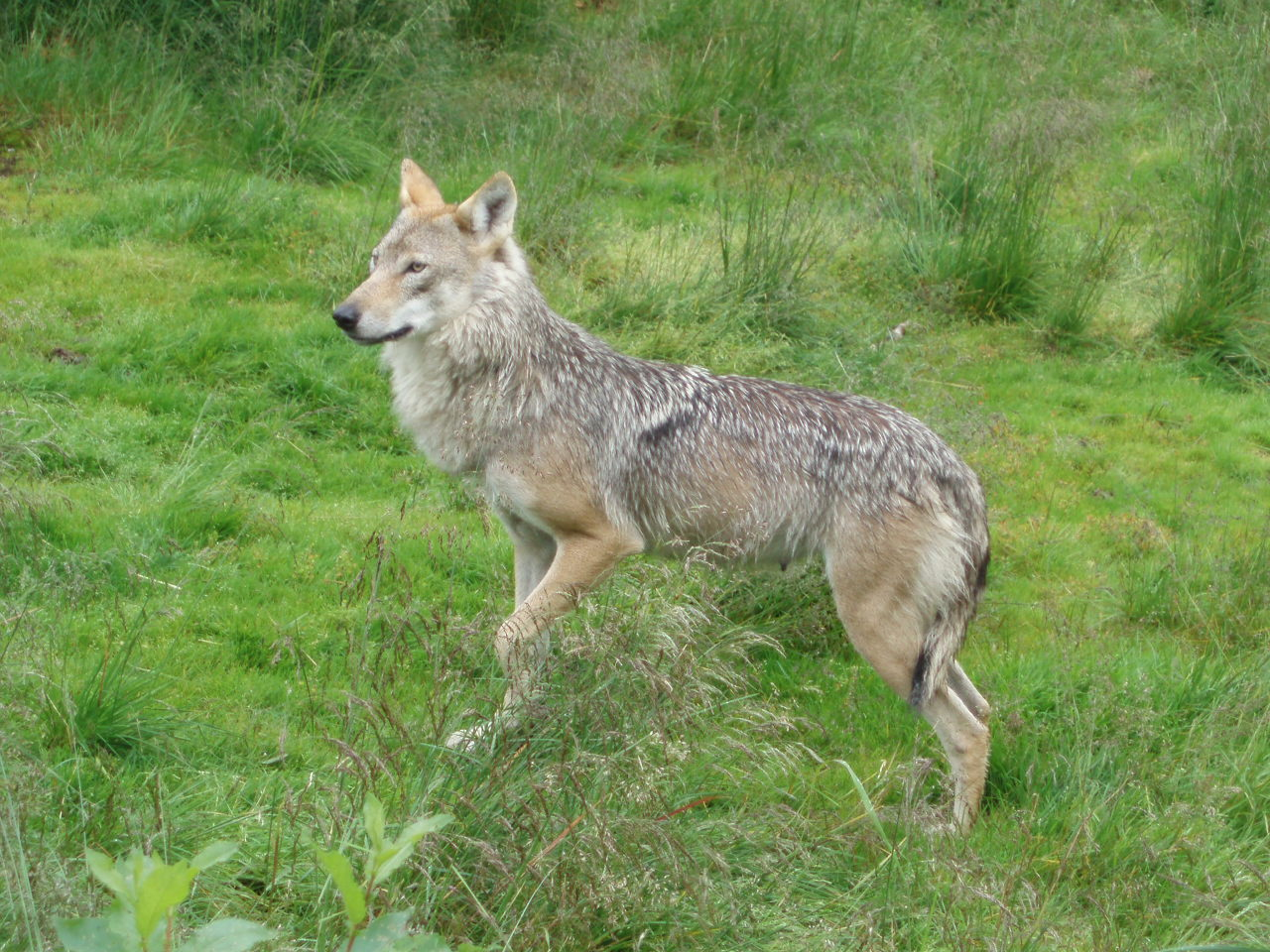
گرگ

## لینک های خارجی
- وبگاه رسمی